# Пік Вікторія
Пік Вікто́рія — гора на острові Гонконг заввишки 552 м, найвища точка цього острову. Гора є привабливим туристичним об'єктом завдяки панорамі на місто Гонконг, що відкривається з її вершини.

## Географія

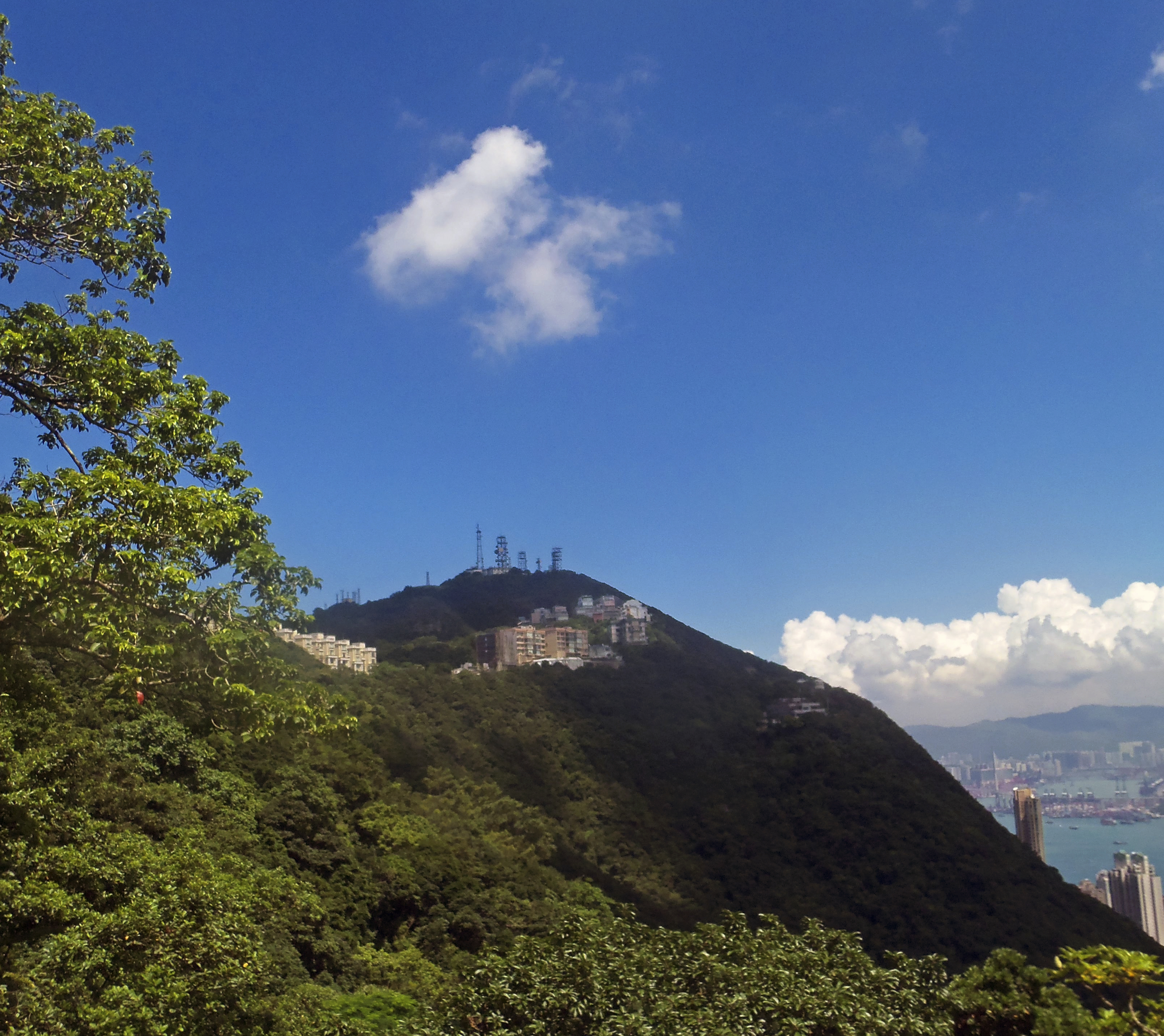
Вигляд піку Вікторія з Фіндлі роуд.

Для зручності туристів на горі обладнаний оглядові майданчики, численні кафе та інші будівлі. Свою назву отримала на честь королеви Вікторії. На гору можна піднятися спеціальним фунікулером, виїхати автобусом або піднятися пішки.

## Фунікулер
Фунікулер, що піднімається з центру міста на гору піднімається є привабливим туристичном об'єктом і іменується як «піковий трамвай» — peak tram (кит. трад.: 山頂纜車)). Основні технічні характеристики траси:
- довжина маршруту — 1364 м;
- різниця висот між кінцевими станціями — 368 м;
- крутизна підйому — 4-27°
- час у дорозі — 4,9 хвилини

Фунікулер був пущений в 1898 році, остання реконструкція була здійснена 1989. З цього часу на маршрут обслуговується працює двома рухомими складами пасажиромісткістю 120 пасажирів.
Станом на 1997 рік, фунікулер перевохзить близько 2 мільйонів пасажирів щорічно.

## Галерея

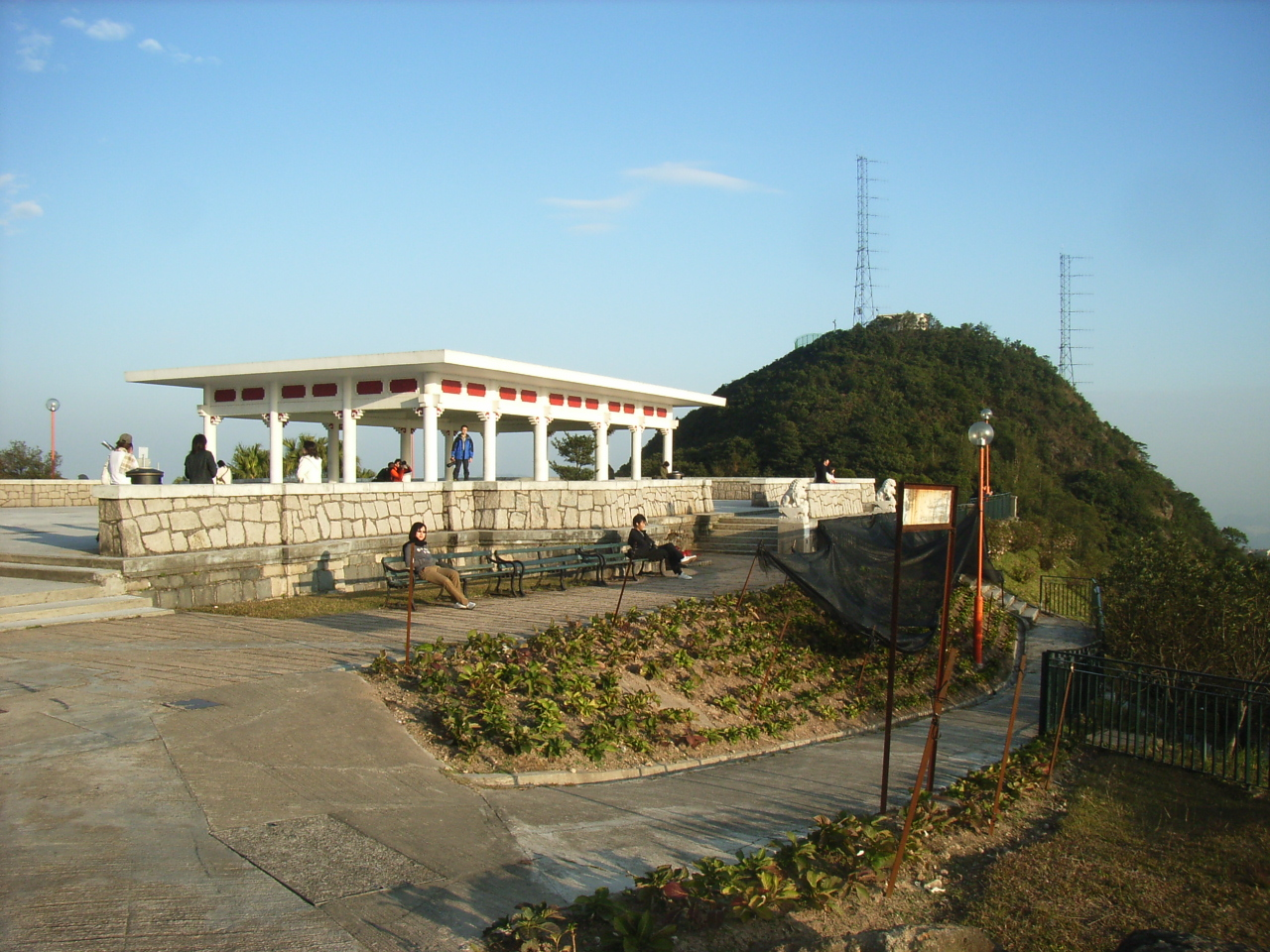
Радіовежі на вершині піку Вікторія.
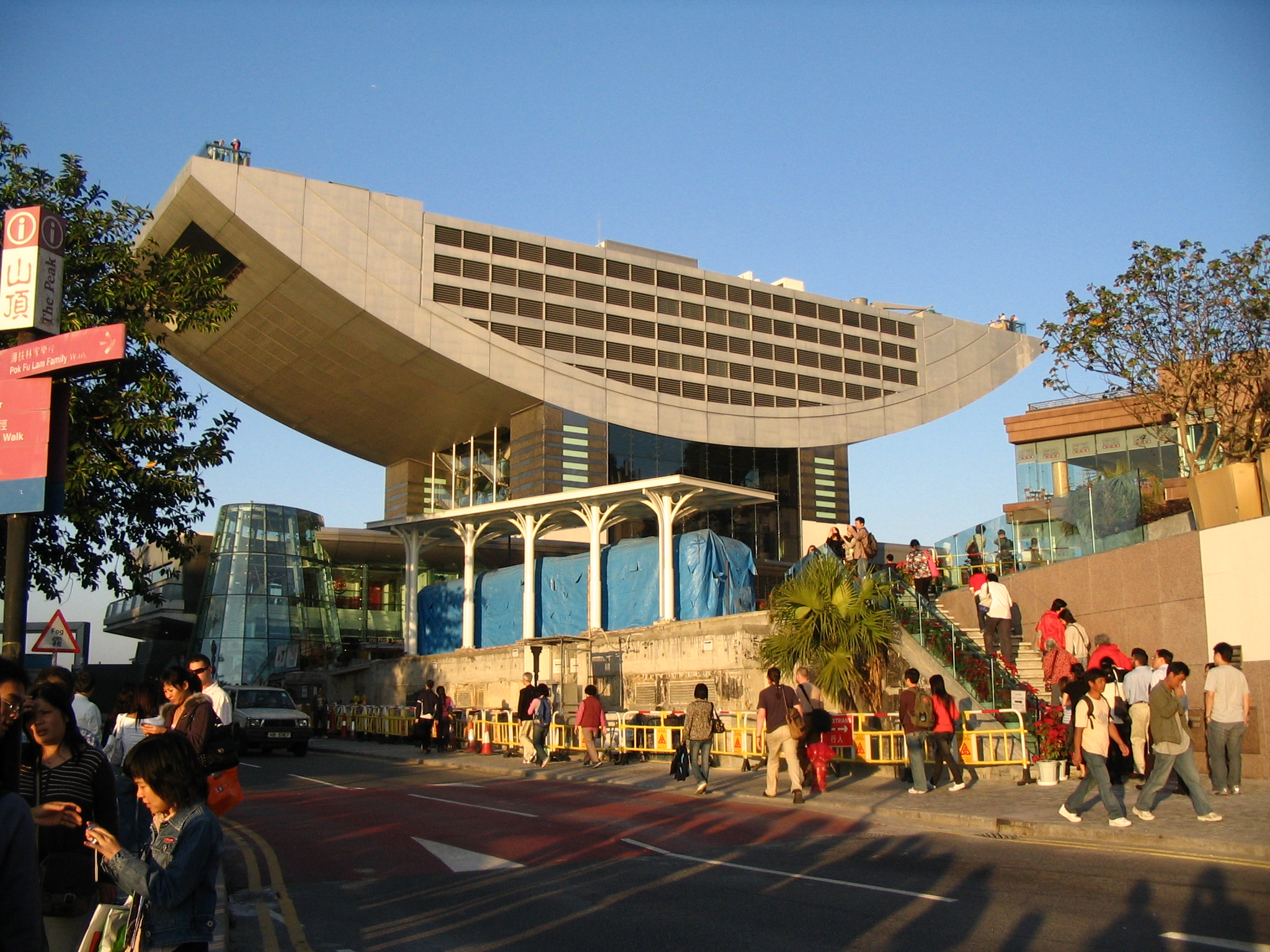
Торговий центр Peak Tower[en] біля вершини гори.
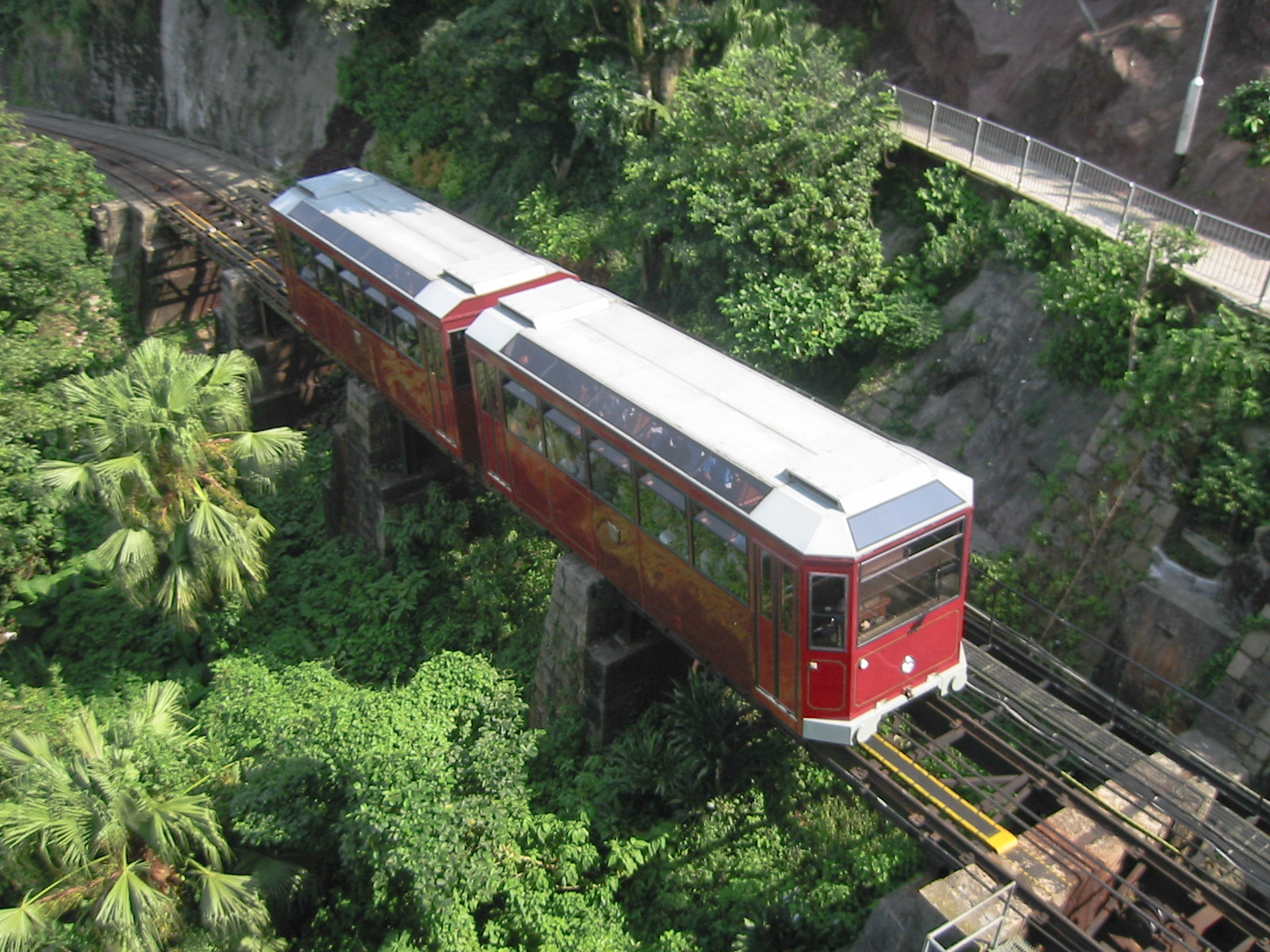
Фунікулер, що піднімається на гору.
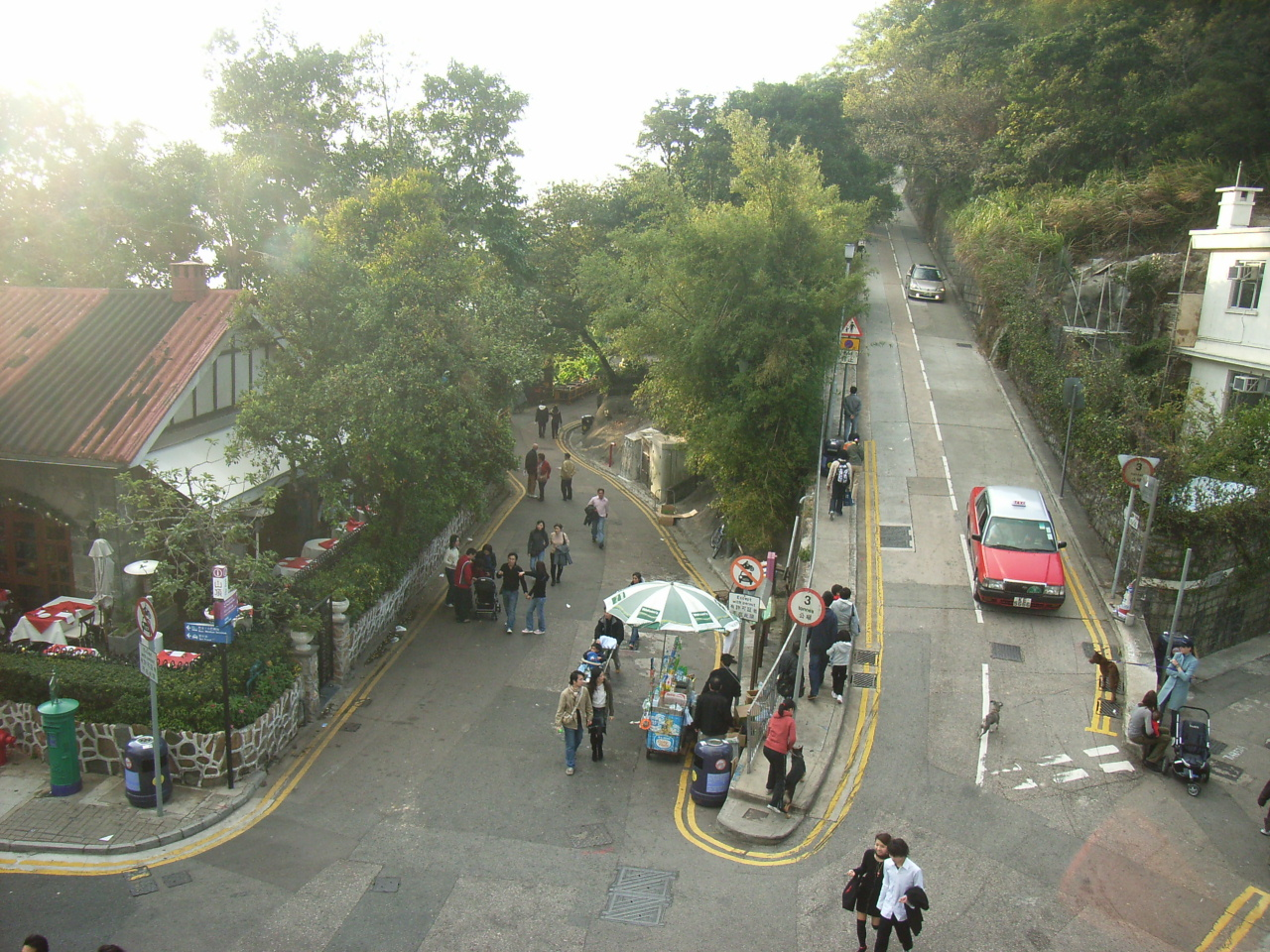
Автомобільна дорога на пік Вікторія.
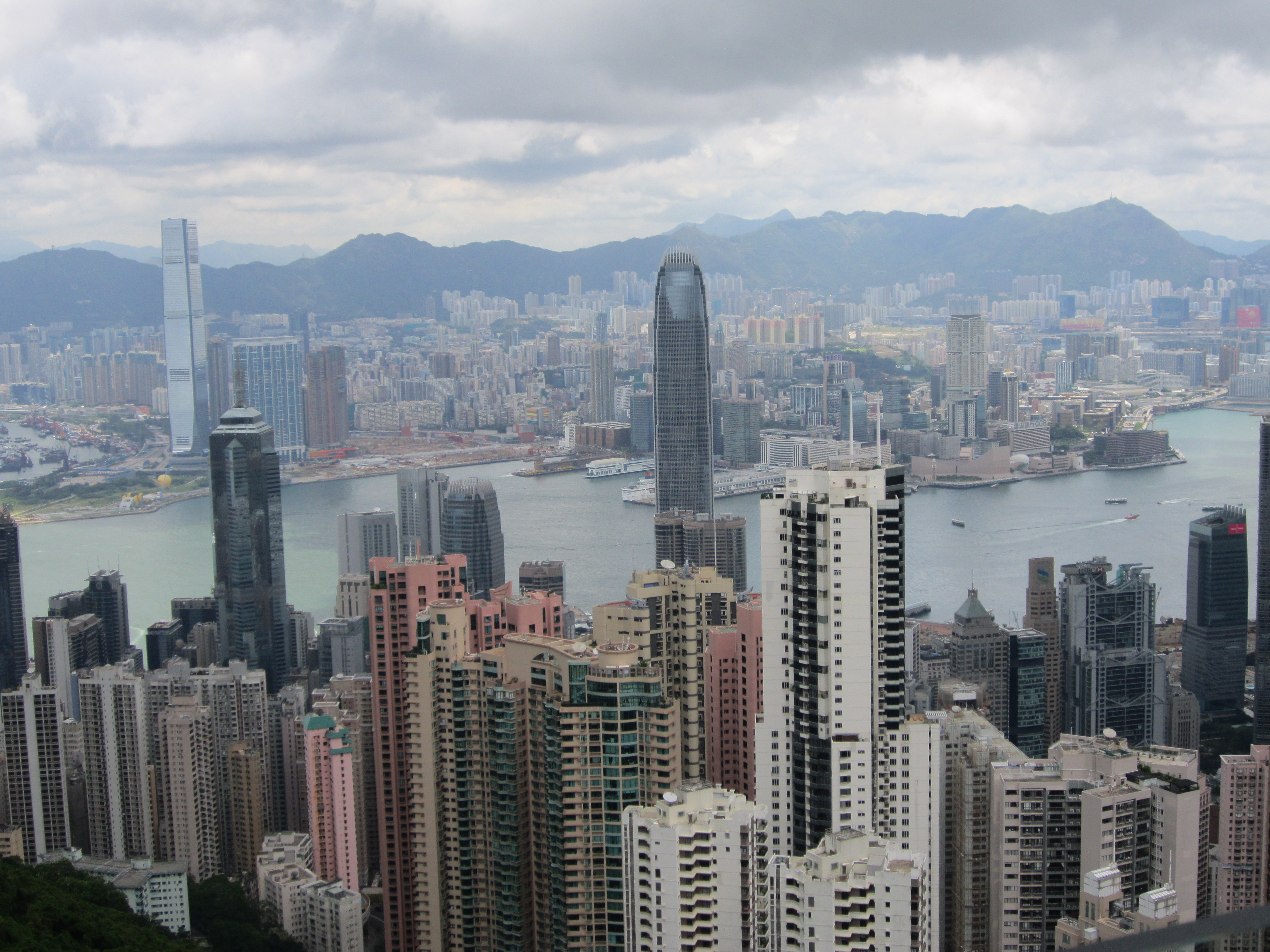
Панорама з піку Вікторія на півострів Коулун.
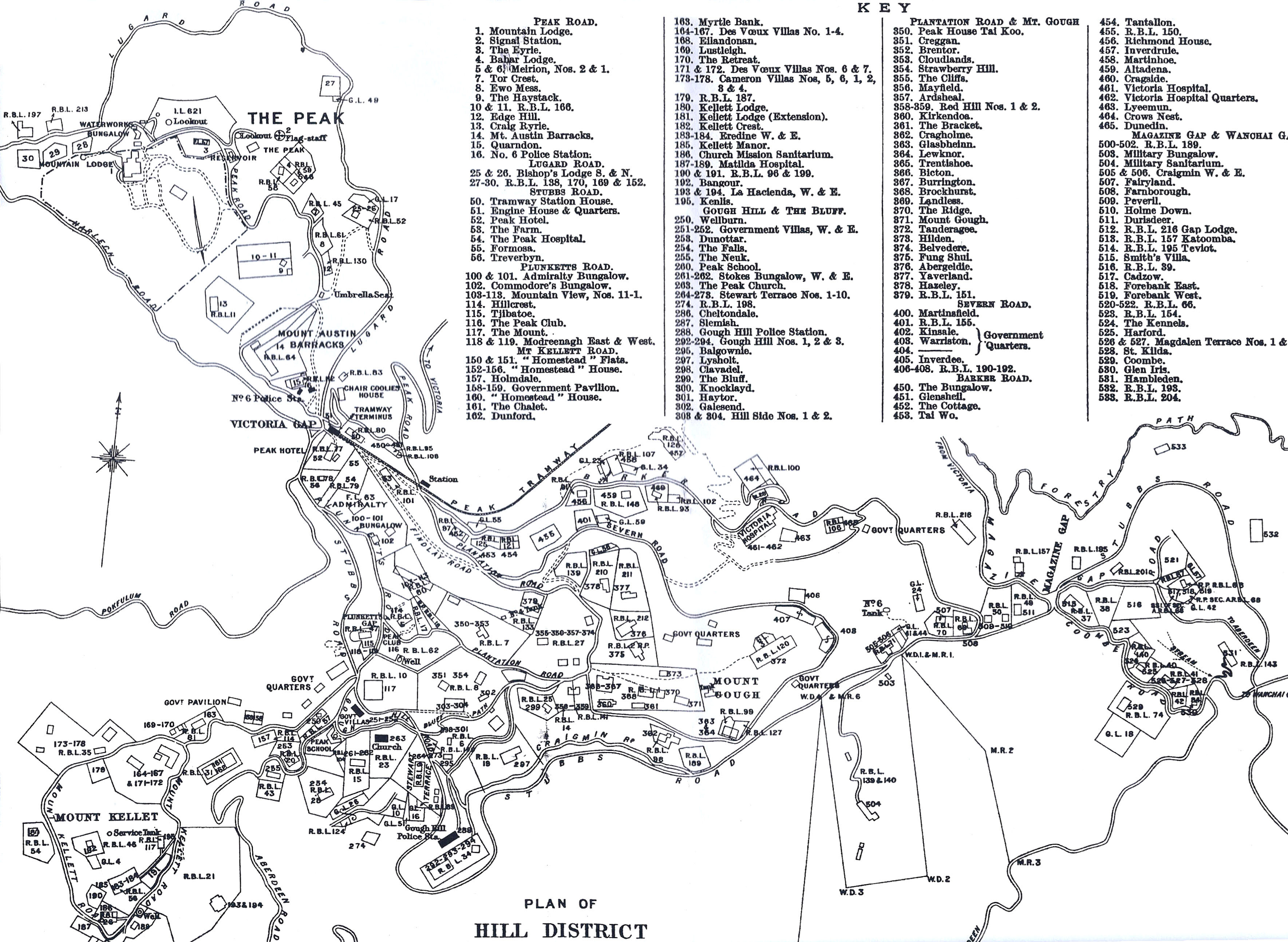
Карта 1924 року резиденцій, розташованих на горі.